# Вими (кантон)

Кантон Вими в составе округа

Вими (фр. Vimy) — упраздненный кантон во Франции, находился в регионе Нор-Па-де-Кале, департамент Па-де-Кале. Входил в состав округа Аррас.
В состав кантона входили коммуны (население по данным Национального института статистики за 2008 г.):
- Аблен-Сен-Назер (1 865 чел.)
- Арле-ан-Гоель (834 чел.)
- Ашевиль (604 чел.)
- Байёль-Сир-Берту (1 265 чел.)
- Буа-Бернар (812 чел.)
- Вийерваль (628 чел.)
- Вилле-о-Буа (469 чел.)
- Вими (4 426 чел.)
- Гаврель (567 чел.)
- Живанши-ан-Гоель (2 084 чел.)
- Изель-лес-Экершен (910 чел.)
- Каранси (715 чел.)
- Кьери-ла-Мотт (734 чел.)
- Невиль-Сен-Вааст (1 467 чел.)
- Невирей (463 чел.)
- Оппи (377 чел.)
- Суше (2 394 чел.)
- Телю (1 186 чел.)
- Фарбю (537 чел.)
- Френуа-ан-Гоель (250 чел.)

## Экономика
Структура занятости населения:
- сельское хозяйство — 7,0 %
- промышленность — 6,6 %
- строительство — 13,9 %
- торговля, транспорт и сфера услуг — 32,7 %
- государственные и муниципальные службы — 39,7 %

## Политика
На президентских выборах 2012 г. жители кантона отдали Николя Саркози в 1-м туре 27,1 % голосов против 25,8 % у Франсуа Олланда и 22,5 % у Марин Ле Пен, во 2-м туре в кантоне победил Саркози, получивший 51,6 % голосов (2007 г. 1 тур: Саркози — 30,5 %, Сеголен Руаяль — 22,6 %; 2 тур: Саркози — 54,6 %). На выборах в Национальное собрание в 2012 г. по 2-му избирательному округу департамента Па-де-Кале они поддержали кандидата левых сил, члена Социалистической партии Жаклин Маке, набравшую 37,3 % в 1-м туре и 53,5 % во 2-м туре. (2007 г. 1 тур: Мишель Циолковски (СНД) — 39,1 %, 2 тур: Катрин Жениссон (СП) — 52,1 %). На региональных выборах 2010 года в 1-м туре победил список социалистов, собравший 32,0 % голосов против 19,0 % у Национального фронта и 17,7 % у списка «правых» . Во 2-м туре единый «левый список» с участием социалистов, коммунистов и «зелёных» во главе с Президентом регионального совета Нор-Па-де-Кале Даниэлем Першероном получил 50,9 % голосов, «правый» список во главе с сенатором Валери Летар занял второе место с 25,7 %, а Национальный фронт Марин Ле Пен с 23,4 % финишировал третьим.
|  | Кандидат          | Партия                                 | % голосов |
|  | ----------------- | -------------------------------------- | --------- |
|  | Бертран Александр | Республиканское и гражданское движение | 61,68     |
|  | Лоран Брис        | Национальный фронт                     | 38,32     |

|  | Кандидат       | Партия                    | % голосов |
|  | -------------- | ------------------------- | --------- |
|  | Лионель Ланкри | Союз за народное движение | 52,58     |
|  | Робер Мьелош   | Социалистическая партия   | 47,42     |